# Hanna Małkowska
Hanna Małkowska (ur. 18 sierpnia 1903 w Warszawie, zm. 14 lutego 1986 w Łodzi) – polska aktorka, teatralna, filmowa i telewizyjna, reżyser teatralny i kierownik artystyczny teatru, pedagog.

## Życiorys

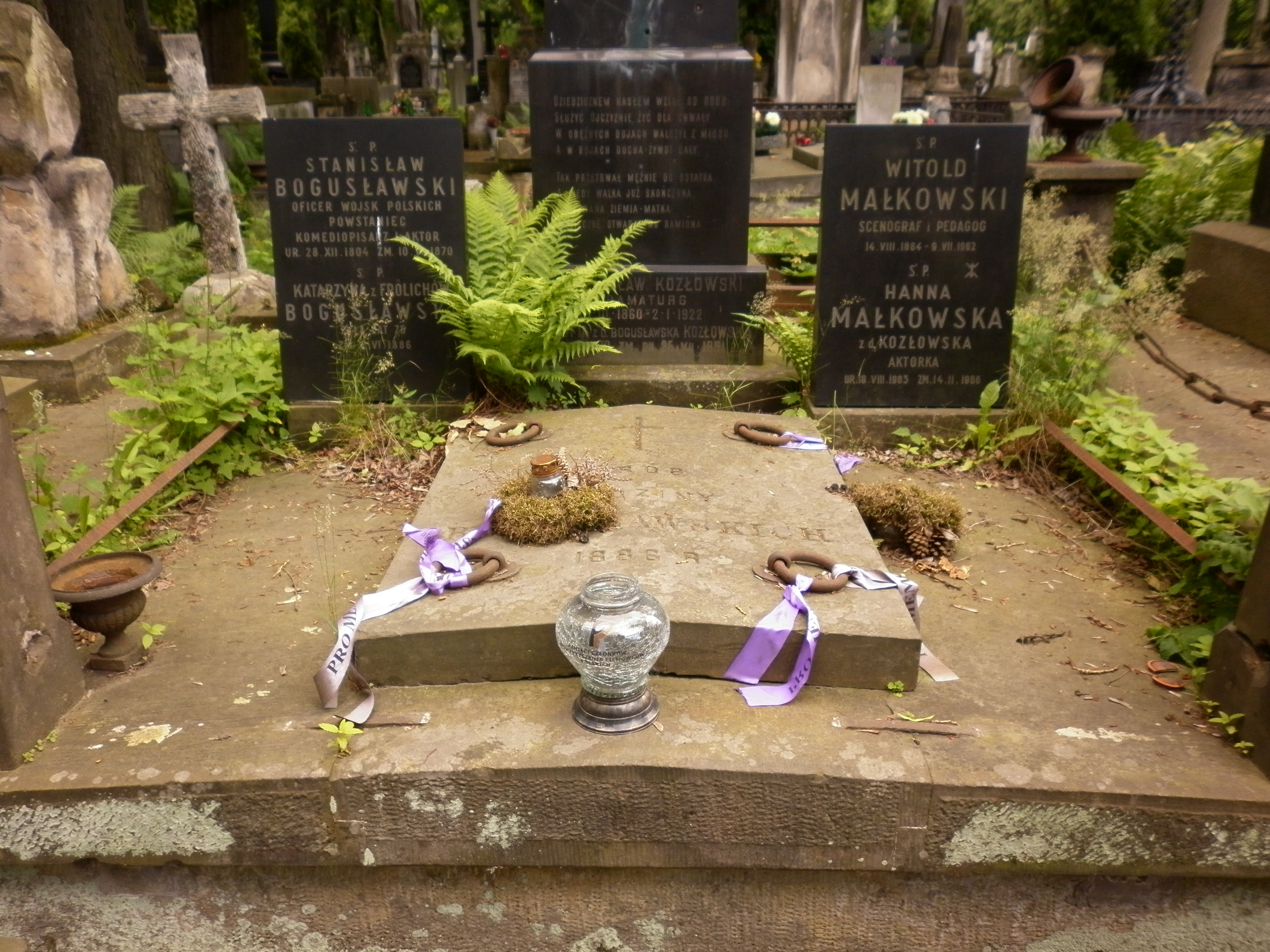
Grób Hanny Małkowskiej na cmentarzu Powązkowskim

Była praprawnuczką Wojciecha Bogusławskiego, córką dramaturga Stanisława Kozłowskiego. Była wychowanką Koła Adeptów Reduty (1921), następnie Instytutu Reduty (1922). Ukończyła filologię polską na Uniwersytecie Warszawskim. Absolwentka kursu dla instruktorów Związku Teatrów Ludowych i do 1939 działaczka tego związku. Przed wojną występowała na scenach Warszawy, Torunia, Częstochowy i Wilna, a od 1933 także reżyserowała.
W czasie okupacji prowadziła tajne nauczanie aktorów w Warszawie. W sezonie 1944/1945 reaktywowała działalność Teatru Fredreum w Przemyślu i nadal reżyserowała. Wraz z mężem zorganizowała i prowadziła roczne Studium Dramatyczne przy tym teatrze. W lecie 1945 przeniosła się do Warszawy i zaczęła nauczać w otwartym przez męża Liceum Techniki Teatralnej. W latach 1945–1948 jako reżyser współpracowała z teatrami w Warszawie, Olsztynie, Toruniu i Kielcach.
W latach 1948–1949 reżyserowała w Teatrze Polskim w Poznaniu, a w latach 1949–1952 grała i reżyserowała w Teatrze im. Stefana Żeromskiego w Kielcach oraz w Radomiu. Do 1951 sprawowała też kierownictwo artystyczne sceny radomskiej. Następnie w latach 1952–1953 reżyserowała w Teatrze Nowym w Łodzi, a w latach 1953–1955 i 1956–1957 reżyserowała i występowała na deskach Teatru Powszechnego i Teatru Młodego Widza. W latach 1957–1969 grała w Teatrze im. Stefana Jaracza. W latach 1952–1954 była rektorem Państwowej Wyższej Szkoły Aktorskiej w Łodzi, a później wieloletnim dziekanem Wydziału Aktorskiego PWSTiF (do roku 1968). Do 1983 była wykładowcą monologu klasycznego. Zasłużony członek ZASP-u.
Występowała również w Teatrze Telewizji, m.in. w spektaklach: Niemcy Leona Kruczkowskiego w reż. Feliksa Żukowskiego (1968), Gra o Herodzie Witolda Wandurskiego w reż. Czesława Staszewskiego (1969), Tam i gdzie indziej Stanisławy Fleszarowej-Muskat w reż. Juliana Dziedziny (1970), Jegor Bułyczow Maksima Gorkiego w reż. Feliksa Żukowskiego (1971) oraz w przedstawieniach Sonata widm Augusta Strindberga w reż. Jerzego Grzegorzewskiego (1972) i Tak jest, jak się państwu zdaje Luigiego Pirandello w reż. Laco Adamíka (1976).
Opublikowała m.in. Wspomnienia z Reduty (1960) i Teatr mojego życia (1976).
Była trzecią żoną Witolda Małkowskiego, malarza, scenografa i pedagoga.
Zmarła w Łodzi, pochowana na cmentarzu Powązkowskim w Warszawie (kwatera 25-3-10,11).

## Filmografia
- Wolne miasto (1958) – Nowakowa, matka Rudiego
- Kalosze szczęścia (1958) – dyspozytorka w Krainie Czarów
- Głos z tamtego świata (1962) – Aniela, gospodyni Aksamitowskiego
- Mansarda (1963) – hrabina
- Don Gabriel (1966) – Emilka, gosposia Tomickiego
- Zwariowana noc (1967) – młoda pani baronowa
- Stajnia na Salvatorze (1967) – babcia Romka Górkiego „Rudego”
- Człowiek, który zdemoralizował Hadleyburg w cyklu Komedie pomyłek (1967) – Mary Richards
- Julia, Anna, Genowefa... (1967) – pani Szulc, kierowniczka domu dziecka
- Granica (1977) – starsza pani w salonie Kolichowskiej
- Ciuciubabka (1977) – profesorka na zjeździe absolwentów
- Wyłap (1982)

## Ordery i odznaczenia
- Krzyż Oficerski Orderu Odrodzenia Polski (1960)
- Złoty Krzyż Zasługi (22 lipca 1952)[3]
- Medal 10-lecia Polski Ludowej (28 lutego 1955)[4]
- Odznaka 1000-lecia Państwa Polskiego (1966)
- Odznaka Honorowa miasta Łodzi (1962)

## Nagrody
- Nagroda Ministra Kultury i Sztuki I stopnia (1973)
- Nagroda artystyczna miasta Łodzi (dwukrotnie: 1963, 1981)